# Mensur Kurtisi
Mensur Kurtisi - em macedônio: Менсур Куртиши (Kumanovo, 25 de março de 1986) é um futebolista macedônio. Desde 2008 atua no Wiener Neustadt, um time pequeno da Áustria. Antes havia jogado no Parndorf.